# RK Partizan
El RK Partizan de Belgrado (en serbio: Rukometni Klub Partizan; cirílico:Рукометни клуб Партизан) es un club de balonmano, de la ciudad de Belgrado en Serbia. Es parte de la Sociedad Deportiva Partizan.
El equipo ha participado varias veces en Europa, llegando a dos semifinales de la Recopa de Europa en las temporadas 1998–99 y 2001–02. En las temporadas 1999–00, 2003–04, 2011–12 y la 2012–13, participó en la Liga de Campeones de la EHF. Actualmente disputa la Liga Serbia y la Liga de Campeones.

## Palmarés
- Liga de Serbia/Yugoslavia :
  - Campeón (10) : 1992–93, 1993–94, 1994–95, 1998–99, 2001–02, 2002–03, 2008–09, 2010–11, 2011–12, 2024–25
  - Subcampeón (9) : 1991–92, 1995–96, 2003–04, 2005–06, 2006–07, 2012–13, 2020–21, 2021–22, 2022–23

- Copa de Serbia/Yugoslavia :
  - Campeón (12) :  1958–59, 1965–66, 1970–71, 1992–93, 1993–94, 1997–98, 2000–01, 2006–07, 2007–08, 2011–12, 2012–13, 2023–24
  - Subcampeón (5) : 2002–03, 2003–04, 2005–06, 2008–09, 2024–25

- Supercopa de Serbia :
  - Campeón (3) : 2009–10, 2011–12, 2012–13
  - Subcampeón (2) : 2013–14, 2024–25

- Invierno liga de Yugoslavia :
  - Campeón (1) : 1962–63

- Recopa de Europa :
  - Semifinalista (2) : 1998–99, 2001–02

- Challenge Cup :
  - Semifinalista (1) : 2010–11

## Plantilla 2024-25
|  | Porteros - 01 Luka Arsenić - 32 Saeid Heidarirad - 50 Nikola Zorić Extremos izquierdos - 06 Bojan Madžovski - 07 Mladen Šotić - 24 Đorđe Petrović Extremos derechos - 03 Marko Vasić - 77 Lazar Anđelković Pívots - 20 Nemanja Ratković - 22 Ivan Micić - 88 Miodrag Ćorsović | Laterales izquierdos - 11 Stevan Vujović - 15 Luka Barjaktarović - 44 Petar Đorđić Centrales - 08 Radan Kovačević - 17 Miha Kotar - 19 Nikola Zečević - 25 Veljko Popović - 28 Filip Milošević Laterales derechos - 05 Nikola Crnoglavac - 09 Nemanja Jović - 10 Uroš Stanković - 31 Mihajlo Radojković |

|}